# Asociación Civil Transparencia
Transparencia  o Asociación Civil Transparencia  es una organización sin fines de lucro fundada en 1994 en Perú dedicada a la promoción de la calidad de la democracia y de la representación política.

## Historia
Inicialmente se fundó el 18 de julio de 1994 como una organización independiente observadora de las elecciones políticas en el país. Tras el llamado autogolpe del presidente Fujimori en 1992 y la aprobación de la nueva Constitución Política en 1993 un grupo de académicos, intelectuales y personajes religiosos como Rafael Roncagliolo, Pepi Patrón Costa, Luis Jaime Cisneros Vizquerra y Felipe Mac Gregor, decidieron crear la organización preocupados por la situación política del país. Con el tiempo ampliaron sus actividades hacia la incidencia política, principalmente a nivel de promoción de reformas políticas e institucionales.
La observación de los procesos electorales se realiza a partir de voluntarios quienes velan por la neutralidad, transparencia y pluralidad. En las elecciones municipales de 1995 logró movilizar a 9000 ciudadanos. Este hecho logró posicionar a Transparencia como una organización con credibilidad técnica y como un movimiento cívico. Para las elecciones de 2000 lograron reunir a casi 20 000 ciudadanos voluntarios y para las elecciones de 2001 fueron alrededor de 23 000 personas gracias a la alianza con otras 400 organizaciones de la sociedad civil.
El consejo directivo para el periodo 2020-2023 está presidido por la politóloga Adriana Urrutia Pozzi-Escot. Su actual secretario general es Iván Lanegra Quispe.

## Presidentes
- Luis Jaime Cisneros Vizquerra (1994-2000)
- Salomón Lerner Ghitis (2000-2001)
- Pepi Patrón Costa (2002-2010)
- Luz María Helguero Seminario (2010-2014)
- Allan Wagner Tizón (2016-2020)
- Adriana Urrutia Pozzi-Escot (2020-)

## Miembros
- Rolando Ames Cobián
- Mario Arce Espinoza
- Ramón Barúa Alzamora
- Cecilia Blondet Montero
- Cecilia Blume Cillóniz
- Ignacio Bustamante
- Luis Jaime Cisneros Vizquerra
- Roberto Dañino Zapata
- Javier de Belaunde López de Romaña
- Pablo de la Flor Belaunde
- Isabella Falco Scheuch
- José Antonio García Belaúnde
- Otto Guibovich Arteaga
- Carlos Hakansson
- Max Hernández Camarero
- Fabiola León-Velarde
- Salomón Lerner Ghitis
- Felipe Mac Gregor
- Sofía Macher Batanero
- Pilar Mazzetti Soler
- Felipe Ortiz de Zevallos Madueño
- Rosa María Palacios McBride
- Pepi Patrón Costa
- Santiago Pedraglio Mendoza
- Rafael Roncagliolo
- Zenaida Solís Gutiérrez
- Inés Temple
- Patricia Teullet Pipoli
- Carolina Trivelli
- Ricardo Vega Llona
- Susana Villarán de la Puente
- Allan Wagner Tizón
- Fernando Zavala Lombardi